# Dirka po Franciji 1956
| Mesto | Ime                 | Čas              |
| ----- | ------------------- | ---------------- |
| 1     | Roger Walkowiak     | 124 h 1 min 16 s |
| 2     | Gilbert Bauvin      | 1 min 25 s       |
| 3     | Jan Adriaensens     | 3 min 44 s       |
| 4     | Federico Bahamontes | 10 min 14 s      |
| 5     | Nino Defilippis     | 10 min 25 s      |

Dirka po Franciji 1956 je bila 43. dirka po Franciji, ki je potekala leta 1956.

## Pregled
| Kategorije                          | Podatki       |
| ----------------------------------- | ------------- |
| Začetek-konec                       | Reims - Pariz |
| Dolžina (km)                        | 4.498         |
| Število etap                        | 22            |
| Povprečna hitrost zmagovalca (km/h) | 36,268        |
| Kolesarjev                          | 120           |
| Tekmo končalo                       | 88            |